# Rinorea palaucica
Rinorea palaucica är en violväxtart som beskrevs av Kanehira och Hatusima. Rinorea palaucica ingår i släktet Rinorea och familjen violväxter. Inga underarter finns listade i Catalogue of Life.